# Rybin (Polen)
Rybin (deutsch: Rippin) ist ein Ort in der Landgemeinde Kobyla Góra im Powiat Ostrzeszowski der Woiwodschaft Großpolen in Polen.

## Geschichte

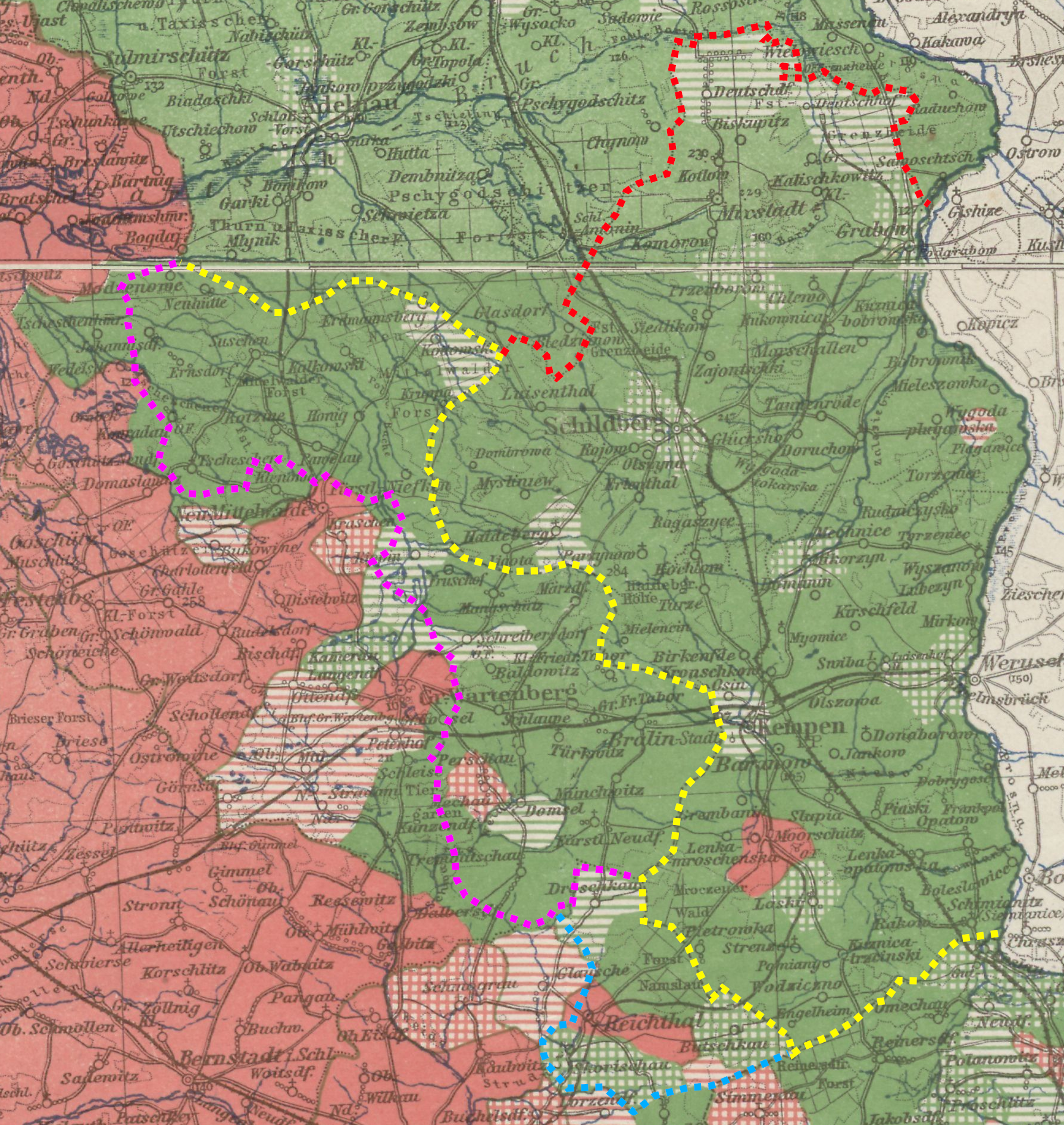
Sprachkarte aus dem Jahr 1910: Gelbe gestrichelte Linie: schlesisch-großpolnische Grenze, rosarote gestrichelte Linie: neue Grenze aus dem Jahr 1920

Der im Jahr 1802 erwähnte Ortsname Rippin ist vom Appellativ ryba (Fisch) oder Personennamen *Rypa mit dem Suffix -in abgeleitet.
Rippin gehörte von 1818 bis 1920 zum Landkreis Groß Wartenberg in der Provinz Schlesien. Mit dem überwiegend polnischsprachigen Ostteil des Landkreises wurde Rybin zum 10. Januar 1920 infolge des Versailler Vertrags vom Deutschen Reich an das wiedergegründete Polen abgetreten. Seitdem ist Rybin mit der Woiwodschaft Posen bzw. Großpolen verbunden.
Im Jahr 1921 gab es in der Gemeinde Rybin im Powiat Ostrzeszów 50 Häuser mit 299 Einwohnern, davon 256 hielten sich für deutscher und 43 für polnischer Nationalität, 255 waren evangelisch, 44 römisch-katholisch. Im Gutsgebiet gab es dagegen 8 Häuser mit 88 Einwohnern, davon 75 polnischer  und 13 deutscher Nationalität, 72 Römisch-Katholiken und 16 Evangelische.
Beim Überfall auf Polen 1939 wurde das Gebiet von den Deutschen besetzt und dem Landkreis Kempen im Reichsgau Wartheland zugeordnet.
Von 1975 bis 1998 gehörte Rybin zur Woiwodschaft Kalisz.